# Siegfried G. Richter
Siegfried Gerhard Richter (* 1960 in Castrop-Rauxel) ist ein deutscher Koptologe.

## Leben
Siegfried Richter ist Sohn des aus Stuhlseifen stammenden Bergmannes Herbert Richter und seiner Frau Waltraud Richter, geb. Lauterbach, aus Lichtenwalde in Schlesien. Nach dem Abitur 1980 und verlängertem Zivildienst studierte er ab Sommersemester 1983 Philosophie, Ägyptologie und Klassische Archäologie an der Universität Münster, wo er 1989 den Magister Artium in den Fächern Koptologie, Ägyptologie und Christliche Archäologie ablegte. Seit 1990 arbeitet er an der Arbeitsstelle für Manichäismusforschung der Universität Münster. Nach der Promotion in Koptologie 1993 mit der Dissertation Exegetisch-literarkritische Untersuchungen von Herakleidespsalmen des koptisch-manichäischen Psalmenbuches unterrichtete er seit 1994/1995 am Institut für Ägyptologie und Koptologie, 2003 bis 2005 am Orientalischen Seminar der Universität Bonn als Lehrbeauftragter für den Christlichen Orient und 2004 an der Theologischen Fakultät der Universität Fribourg. 1999 wurde er mit dem Alexander-Böhling-Preis für die Monographie Die Aufstiegspsalmen des Herakleides. Untersuchungen zum Seelenaufstieg und zur Seelenmesse bei den Manichäern ausgezeichnet. Nach der Habilitation 2000 im Fach Koptologie mit der Arbeit Studien zur Christianisierung Nubiens vertrat er von 2004 bis 2007 die Professur für die Philologien des christlichen Orients bzw. die Koptologie an der Universität München. 2008 wurde er zum außerplanmäßigen Professor im Fachbereich Philologie an der Universität Münster ernannt. Er ist wissenschaftlicher Mitarbeiter, zuständig für das Neue Testament in koptischer Überlieferung, an der Arbeitsstelle Testamentum Graece – Editio Critica Maior.
Seine wissenschaftlichen Interessensgebiete sind das Neue Testament in koptischer Überlieferung, das koptische Ägypten und das christliche Nubien, die Manichäismusforschung sowie die Geschichte der Magie. Er war Boardmitglied der International Association of Manichaean Studies (Schatzmeister von 1996 bis 2005) und ist unter anderem Mitglied im Editorial Board der Fachzeitschrift Coptica (seit 2001) und Mitglied im Editorial Board der Nag Hammadi and Manichaean Studies (seit 2003). Seit dem Jahr 2022 ist er korrespondierendes Mitglied des DAI Kairo.

## Schriften (Auswahl)
- Exegetisch-literarkritische Untersuchungen von Herakleidespsalmen des koptisch-manichäischen Psalmenbuches (= Arbeiten zum spätantiken und koptischen Ägypten. Band 5). Oros-Verlag, Altenberge 1994, ISBN 3-89375-091-6 (zugleich Dissertation, Münster 1993).
- Die Aufstiegspsalmen des Herakleides. Untersuchungen zum Seelenaufstieg und zur Seelenmesse bei den Manichäern (= Sprachen und Kulturen des Christlichen Orients. Band 1). Reichert Verlag, Wiesbaden 1997, ISBN 3-89500-056-6.
- Die Herakleides-Psalmen. Liber Psalmorum pars 2 fasc. 2 (= Corpus Fontium Manichaeorum. Series Coptica. Band 1). Brepols, Turnhout 1998, ISBN 2-503-50806-5.
- als Herausgeber mit Martin Krause, Sofia Schaten und Stephen Emmel: Ägypten und Nubien in spätantiker und christlicher Zeit. Akten des 6. Internationalen Koptologenkongresses, Münster, 20.–26. Juli 1996 (= Sprachen und Kulturen des christlichen Orients. Band 6). Reichert, Wiesbaden 1999, ISBN 3-89500-095-7.
  - Band 1. Materielle Kultur, Kunst und religiöses Leben.
  - Band 2. Schrifttum, Sprache und Gedankenwelt.
- Studien zur Christianisierung Nubiens (= Sprachen und Kulturen des Christlichen Orients. Band 11). Reichert Verlag, Wiesbaden 2002, ISBN 3-89500-311-5 (zugleich Habilitationsschrift, Münster 2000).
- Das koptische Ägypten. Schätze im Schatten der Pharaonen (mit Fotos von Jo Bischof). Wissenschaftliche Buchgesellschaft, Darmstadt 2019, ISBN 978-3-8053-5211-6.
- mit Wolf-Peter Funk: Psalmengruppe 1. Die Sonnenhymnen des Herakleides. Die Synaxis-Psalmen (= The Manichaean Coptic Papyri in the Chester Beatty Library. Psalm Book, Pars 1, Fasc. 1; Corpus fontium manichaeorum. Series coptica 1. Liber psalmorum, pars 1, fasc. 1). Brepols, Turnhout 2021, ISBN 978-2-503-59788-1.